# Distrikt Tumbes
Der Distrikt Tumbes  ist einer der 6 Distrikte der Provinz Tumbes in der Region Tumbes im äußersten Nordwesten von Peru. Auf 158,84 km² Fläche lebten beim Zensus 2017 102.306 Einwohner. Im Jahr 1993 lag die Einwohnerzahl bei 74.601, im Jahr 2007 bei 95.124. Verwaltungssitz ist die Stadt Tumbes.

## Geographische Lage
Der Distrikt Tumbes liegt im Nordosten der Provinz Tumbes am Pazifischen Ozean. Der Río Tumbes fließt entlang der westlichen Distriktgrenze zum Meer. Der Distrikt grenzt im Westen an den Distrikt Corrales, im Süden an den Distrikt San Juan de la Virgen sowie im Osten an den Distrikt Papayal (Provinz Zarumilla).

## Ortschaften im Distrikt
Im Distrikt Tumbes gibt es neben der Hauptstadt folgende Orte:
- Cruce Pizarro
- El Tropezón
- El Venado
- Huaquilla
- La Botella
- La Huaca del Sol
- La Primavera
- La Victoria (1115 Einwohner)
- Pedro el Viejo (Puerto El Cura)
- Puerto Pizarro (4000 Einwohner)
- Villa Corpac

## Tourismus

### Feste
- Unbefleckte Empfängnis